# Borna Ćorić
Borna Ćorić (Zagreb, 14 de novembre de 1996) és un tennista professional croat. Va abastar el dotzè lloc del rànquing ATP a finals de 2018. Ha guanyat dos títols individuals i va guanyar la Copa Davis en l'edició de 2018 amb l'equip croat.

## Palmarès

### Individual: 9 (3−6)
| Llegenda                          |
| --------------------------------- |
| Grand Slams (0−0)                 |
| ATP Finals (0−0)                  |
| ATP World Tour Masters 1000 (1−1) |
| ATP World Tour 500 (1−1)          |
| ATP World Tour 250 (1−4)          |

| Títols per superfície |
| --------------------- |
| Dura (1−5)            |
| Gespa (1−0)           |
| Terra batuda (1−1)    |

| Resultat  | Núm. | Data                   | Torneig                  | Superfície   | Oponent               | Marcador         |
| --------- | ---- | ---------------------- | ------------------------ | ------------ | --------------------- | ---------------- |
| Finalista | 1.   | 10 de gener de 2016    | Chennai, Índia           | Dura         | Stan Wawrinka         | 3−6, 5−7         |
| Finalista | 2.   | 10 d'abril de 2016     | Marràqueix, Marroc       | Terra batuda | Federico Delbonis     | 2−6, 4−6         |
| Guanyador | 1.   | 16 d'abril de 2017     | Marràqueix               | Terra batuda | Philipp Kohlschreiber | 5−7, 7−6(3), 7−5 |
| Guanyador | 2.   | 24 de juny de 2018     | Halle, Alemanya          | Gespa        | Roger Federer         | 7−6(6), 3−6, 6−2 |
| Finalista | 3.   | 14 d'octubre de 2018   | Xangai, Xina             | Dura         | Novak Đoković         | 3−6, 4−6         |
| Finalista | 4.   | 23 de setembre de 2019 | Sant Petersburg, Rússia  | Dura (i)     | Daniïl Medvédev       | 3−6, 1−6         |
| Finalista | 5.   | 18 d'octubre de 2020   | Sant Petersburg, Rússia  | Dura (i)     | Andrei Rubliov        | 6−7(5), 4−6      |
| Guanyador | 3.   | 21 d'agost de 2022     | Cincinnati, Estats Units | Dura         | Stéfanos Tsitsipàs    | 7−6(0), 6−2      |
| Finalista | 6.   | 4 de febrer de 2024    | Montpeller, França       | Dura (i)     | Alexander Bublik      | 7−5, 2−6, 3−6    |

### Equips: 2 (2−0)
| Resultat  | Núm. | Data                      | Torneig                   | Superfície       | Equip                                           | Oponents                                                                           | Marcador |
| --------- | ---- | ------------------------- | ------------------------- | ---------------- | ----------------------------------------------- | ---------------------------------------------------------------------------------- | -------- |
| Guanyador | 1.   | 23 − 25 d'octubre de 2018 | Copa Davis, Lilla, França | Terra batuda (i) | Marin Čilić Ivan Dodig Mate Pavić Franko Škugor | Jérémy Chardy Pierre-Hugues Herbert Nicolas Mahut Lucas Pouille Jo-Wilfried Tsonga | 3−1      |
| Guanyador | 2.   | 23 de juliol de 2023      | Copa Hopman, Niça, França | Terra batuda     | Donna Vekić                                     | Céline Naef Leandro Riedi                                                          | 2−0      |

## Trajectòria

### Individual
| Open d'Austràlia | A   | 1R    | 1R    | 1R          | 1R          | 4R          | 1R          | 2R  | A  | 1R | 1R | 0 / 9     | 4 – 9     |
| Roland Garros | A   | 3R    | 3R    | 2R          | 3R          | 3R          | 1R          | A   | 2R | 3R |    | 0 / 8     | 11 – 8    |
| Wimbledon | Q   | 2R    | 1R    | 1R          | 1R          | A           | NC          | A   |    | 1R |    | 0 / 5     | 1 – 5     |
| US Open | 2R  | 1R    | 1R    | 3R          | 4R          | 2R          | QF          | A   | 2R | 1R |    | 0 / 9     | 12 – 9    |
| Jocs Olímpics | NC  | NC    | 1R    | No celebrat | No celebrat | No celebrat | No celebrat | A   | NC | NC |    | 0 / 1     | 0 – 1     |
| Total Victòries−Derrotes                                                                                                   | 7−6 | 26−28 | 22−24 | 24−26       | 40−20       | 27−22       | 16−12       | 6−3 |    |    |    | 169 – 145 | 169 – 145 |
| Rànquing a final d'any | 102 | 44    | 48    | 48          | 12          | 28          | 24          | 73  |    |    |    |           |           |
| Llegenda: G: Guanyador; F: Finalista; SF: Semifinalista; QF: Quarts de final; Q: Qualificació; A: Absent; RR: Round Robin; |     |       |       |             |             |             |             |     |    |    |    |           |           |